# Jiangxi International Women's Tennis Open 2018
Il Jiangxi International Women's Tennis Open 2018 è stato un torneo di tennis giocato sul cemento. È stata la quinta edizione del torneo che fa parte della categoria International nell'ambito del WTA Tour 2018. Si è giocato al Jiangxi Tennis Sports Management Center di Nanchang, in Cina, dal 23 al 29 luglio 2018.

## Partecipanti

### Teste di serie
| Nazionalità | Giocatrice         | Ranking* | Testa di serie |
| ----------- | ------------------ | -------- | -------------- |
| Cina        | Zhang Shuai        | 30       | 1              |
| Cina        | Wang Qiang         | 80       | 2              |
| Polonia     | Magda Linette      | 82       | 3              |
| Giappone    | Kurumi Nara        | 99       | 4              |
| Russia      | Vitalia Diatchenko | 107      | 5              |
| Cina        | Zheng Saisai       | 112      | 6              |
| Cina        | Duan Yingying      | 114      | 7              |
| Cina        | Han Xinyun         | 126      | 8              |

- Ranking al 16 luglio 2018

### Altre partecipanti
Le seguenti giocatrici hanno ricevuto una wild card per il tabellone principale:
- Yang Zhaoxuan
- Zhang Shuai
- Zheng Wushuang

La seguente giocatrice è entrata in tabellone con il ranking protetto:
- Margarita Gasparyan

Le seguenti giocatrici sono passate dalle qualificazioni:

- Hiroko Kuwata
- Liang En-shuo
- Peangtarn Plipuech
- Karman Thandi
- Xu Shilin
- Xun Fangying

Le seguenti giocatrici sono entrate nel tabellone principale come lucky loser:
- Momoko Kobori
- Junri Namigata

### Ritiri
Prima del torneo
- Jana Čepelová → sostituita da  Ayano Shimizu
- Bojana Jovanovski → sostituita da  Lu Jingjing
- Kristína Kučová → sostituita da  Lu Jiajing
- Peng Shuai → sostituita da  Jang Su-jeong
- Conny Perrin → sostituita da  Momoko Kobori
- Arantxa Rus → sostituita da  Ankita Raina
- Yang Zhaoxuan → sostituita da  Junri Namigata

Durante il torneo
- Vitalia Diatchenko
- Zheng Saisai

## Campionesse

### Singolare
Wang Qiang ha battuto in finale  Zheng Saisai con il punteggio di 7-5, 4-0 rit.
- È il primo titolo in carriera per Wang.

### Doppio
Jiang Xinyu /  Tang Qianhui hanno battuto in finale  Lu Jingjing /  You Xiaodi con il punteggio di 6-4, 6-4.